# Escrowed Encryption Standard
Der Escrowed Encryption Standard (EES) ist ein in den USA im April 1993 entwickeltes Chip-gebundenes symmetrisches Verschlüsselungssystem. Als Entwickler des Algorithmus gilt der Geheimdienst NSA.
Der größte Unterschied zu anderen Verschlüsselungsverfahren ist, dass bei Bedarf Behörden der USA Zugriff auf die Schlüssel bekommen können, die von zwei Benutzern zum Datenaustausch verwendet werden.
Das Verfahren ist so spezifiziert, dass zum Abhören zwei Schlüssel notwendig sind, die bei verschiedenen Behörden hinterlegt sind und die gleichzeitig nur auf richterliche Anordnung freigegeben werden sollen.
Diese behördliche Zugriffsmöglichkeit wird nicht durch eine eingebaute Hintertür im technischen Sinn erreicht, sondern durch das Hinterlegen von zwei Teilschlüsseln. Bei Vorliegen der rechtlichen Bedingungen werden die beiden Schlüsselteile herausgegeben und zusammengefügt.
Es wurde früh kritisiert, dass das mit dem Verfahren gleichzeitig definierte Kommunikationsprotokoll Schwächen aufweist, die einen Angriff zumindest erleichtern. Gleichzeitig wurden Schwachstellen in einem Vorgängeralgorithmus des verwendeten Skipjack-Verfahrens ausgemacht.
Für die Verschlüsselung von Sprachkommunikation sollte der Clipper-Chip in Telefone eingebaut werden. Für die Verschlüsselung von Daten sollte der Capstone-Chip angewendet werden. Der Einbau in PCs und die Verwendung durch Applikationen und Betriebssysteme sollte dabei per Gesetz erzwungen werden, wurde jedoch später verworfen.